# (1587) Kahrstedt
(1587) Kahrstedt est un astéroïde de la ceinture principale découvert le 25 mars 1933 par l'astronome allemand Karl Wilhelm Reinmuth. Le lieu de découverte est Heidelberg (024). Il fut nommé en honneur de l'astronome allemand Albrecht Kahrstedt.
Sa désignation provisoire était 1933 FS1. Sa distance minimale d'intersection de l'orbite terrestre est de 1,183750 ua.